# Johan Audel
Johan Audel, né le 12 décembre 1983 à Nice en France, est un footballeur puis entraîneur français, international martiniquais, qui a évolué au poste d'ailier gauche.

## Biographie

### Débuts à Nice
D'ascendance martiniquaise, né à Nice, Johan Audel a commencé le football dans les équipes de jeunes de La Trinité Sport Football Club et de l'OGC Nice. Rapide, adroit devant le but, il se fait remarquer par les éducateurs du Centre de Formation niçois et intègre la structure rapidement. À 18 ans, il commence à s’entraîner avec le groupe professionnel puis fait quelques apparitions sur les feuilles de match de l’équipe, qui évolue alors en Ligue 2 avant d’accéder en Ligue 1 lors de la saison 2002-03.

### Premier contrat pro à Lille
Transféré à Lille OSC en juin 2004, il signe son premier contrat professionnel dans le Nord. Dès ses premiers mois à Lille, il joue et gagne la Coupe Intertoto. Et débute aussi en Ligue 1 rapidement. Lors de sa première saison avec les Dogues, il est utilisé aussi bien en tant qu’avant-centre qu’en tant que milieu excentré. Audel dispute 15 matchs et inscrit 2 buts. En Coupe UEFA, il jouera six matchs et sera l’un des artisans du parcours lillois en phase groupe, l’équipe terminant première de son groupe, devant le FC Séville mais sera éliminée en huitièmes de finale par l’AJ Auxerre (0-1, 0-0).

### Saison pleine à Lorient
Prêté au FC Lorient la saison suivante, qui joue alors en Ligue 2, il signe une saison pleine (30 matchs, 8 buts) permettant au club entraîné par Christian Gourcuff de retrouver l’élite.

### Retour au LOSC
De retour à Lille pour la saison 2006-07, Johan Audel va découvrir la Ligue des Champions. Le LOSC réalise un parcours fantastique, battant notamment l’AC Milan sur la pelouse de San Siro en phase de groupe. En huitièmes de finale, l’équipe de Claude Puel tombe face à Manchester United (0-1, 0-1). Johan Audel aura disputé deux matchs et inscrit un but (contre Skopje en tour préliminaire) dans cette Ligue des champions.

### Valenciennes, le tremplin
C’est à partir de la saison 2007-08, quand il rejoint Valenciennes que Johan Audel va véritablement s’imposer dans le championnat français. Durant trois saisons, sous la direction d’Antoine Kombouaré puis de Philippe Montanier, il portera le maillot valenciennois à 77 reprises pour 23 buts marqués en Ligue 1. Lors de sa première rencontre de championnat avec Valenciennes, il inscrira même un triplé contre Toulouse FC (3-1). Il participera également à la belle aventure du VAFC en Coupe de la Ligue en 2007-08 jusqu’en quarts de finale (élimination face au Paris SG, 4-0).

### Signature à Stuttgart
Après trois saisons réussies à Valenciennes, Johan Audel rejoint la Bundesliga et signe un contrat de quatre ans en faveur du VfB Stuttgart. Il prend part aux barrages de la Ligue Europa et à la qualification de Stuttgart face aux Slovaques du Slovan Bratislava (1-0, 2-2). Ce qui porte à huit ses matchs dans cette compétition (6 avec Lille, 2 avec Stuttgart). En Bundesliga, il s’intègre rapidement et démontre des qualités de vitesse intéressantes. Christian Gross, entraîneur en début de saison, le fait entrer en jeu lors de la première journée face au FSV Mainz (2-0), mais la suite sera plus compliquée. Touché à la cheville, il ne rejouera que deux matchs dans la phase aller avant d’être victime d’une rupture des ligaments croisés du genou qui le rend indisponible jusqu’à la fin de cette saison 2010-11.

### FC Nantes
Le 2 septembre 2013, Johan Audel s'engage avec le FC Nantes sous forme de prêt d'un an avec option d'achat en cas de maintien dans l'élite. Il retrouve ainsi la Ligue 1 trois ans après l'avoir quitté.
Le 20 avril 2014, il inscrit son premier but avec le FC Nantes face à son ancien club de Valenciennes au Stade du Hainaut permettant à Nantes de l'emporter 6-2.

## Statistiques
| Saison                | Club                  | Championnat           | Championnat | Championnat | Championnat | Coupe nationale | Coupe nationale | Coupe nationale | Coupe de la Ligue | Coupe de la Ligue | Coupe de la Ligue | Compétition(s) continentale(s) | Compétition(s) continentale(s) | Compétition(s) continentale(s) | Compétition(s) continentale(s) | Total | Total | Total |
| Saison                | Club                  | Division              | M.          | B.          | P.d.        | M.              | B.              | P.d.            | M.                | B.                | P.d.              | Comp.                          | M.                             | B.                             | P.d.                           | M.    | B.    | P.d.  |
| 2001-2002             | OGC Nice              | Division 2            | -           | -           | -           | 1               | 0               | 0               | -                 | -                 | -                 | -                              | -                              | -                              | -                              | 1     | 0     | 0     |
| 2002-2003             | OGC Nice              | Ligue 1               | -           | -           | -           | -               | -               | -               | -                 | -                 | -                 | -                              | -                              | -                              | -                              | 0     | 0     | 0     |
| 2003-2004             | OGC Nice              | Ligue 1               | -           | -           | -           | -               | -               | -               | -                 | -                 | -                 | CI                             | -                              | -                              | -                              | 0     | 0     | 0     |
| Sous-total            | Sous-total            | Sous-total            | 0           | 0           | 0           | 1               | 0               | 0               | 0                 | 0                 | 0                 | -                              | 0                              | 0                              | 0                              | 1     | 0     | 0     |
| 2004-2005             | LOSC Lille            | Ligue 1               | 15          | 2           | 0           | 2               | 0               | 1               | 1                 | 0                 | 0                 | CI+C3                          | 2+6                            | 0+0                            | 0+0                            | 26    | 2     | 1     |
| 2006-2007             | LOSC Lille            | Ligue 1               | 4           | 1           | 0           | 2               | 1               | 0               | 1                 | 0                 | 0                 | C1                             | 2                              | 1                              | 0                              | 9     | 3     | 0     |
| Sous-total            | Sous-total            | Sous-total            | 19          | 3           | 0           | 4               | 1               | 1               | 2                 | 0                 | 0                 | -                              | 10                             | 1                              | 0                              | 35    | 5     | 1     |
| 2005-2006             | FC Lorient (prêt)     | Ligue 2               | 30          | 8           | 2           | 3               | 1               | 0               | 2                 | 1                 | 0                 | -                              | -                              | -                              | -                              | 35    | 10    | 2     |
| 2007-2008             | Valenciennes FC       | Ligue 1               | 23          | 9           | 0           | -               | -               | -               | 2                 | 0                 | 0                 | -                              | -                              | -                              | -                              | 25    | 9     | 0     |
| 2008-2009             | Valenciennes FC       | Ligue 1               | 28          | 7           | 3           | 1               | 0               | 0               | 1                 | 0                 | 0                 | -                              | -                              | -                              | -                              | 30    | 7     | 3     |
| 2009-2010             | Valenciennes FC       | Ligue 1               | 26          | 7           | 4           | 1               | 0               | 0               | 1                 | 0                 | 0                 | -                              | -                              | -                              | -                              | 28    | 7     | 4     |
| Sous-total            | Sous-total            | Sous-total            | 77          | 23          | 7           | 2               | 0               | 0               | 4                 | 0                 | 0                 | -                              | 0                              | 0                              | 0                              | 83    | 23    | 7     |
| 2010-2011             | VfB Stuttgart         | Bundesliga            | 3           | 0           | 0           | 1               | 0               | 0               | -                 | -                 | -                 | C3                             | 2                              | 0                              | 0                              | 6     | 0     | 0     |
| 2011-2012             | VfB Stuttgart         | Bundesliga            | -           | -           | -           | -               | -               | -               | -                 | -                 | -                 | -                              | -                              | -                              | -                              | 0     | 0     | 0     |
| 2012-2013             | VfB Stuttgart         | Bundesliga            | -           | -           | -           | -               | -               | -               | -                 | -                 | -                 | C3                             | -                              | -                              | -                              | 0     | 0     | 0     |
| Sous-total            | Sous-total            | Sous-total            | 3           | 0           | 0           | 1               | 0               | 0               | 0                 | 0                 | 0                 | -                              | 2                              | 0                              | 0                              | 6     | 0     | 0     |
| 2013-2014             | FC Nantes (prêt)      | Ligue 1               | 11          | 1           | 1           | 1               | 0               | 0               | 2                 | 0                 | 0                 | -                              | -                              | -                              | -                              | 14    | 1     | 1     |
| 2014-2015             | FC Nantes             | Ligue 1               | 24          | 3           | 1           | 2               | 0               | 2               | 2                 | 1                 | 0                 | -                              | -                              | -                              | -                              | 28    | 4     | 3     |
| 2015-2016             | FC Nantes             | Ligue 1               | 29          | 2           | 3           | 3               | 1               | 2               | -                 | -                 | -                 | -                              | -                              | -                              | -                              | 32    | 3     | 5     |
| Sous-total            | Sous-total            | Sous-total            | 64          | 6           | 5           | 6               | 1               | 4               | 4                 | 1                 | 0                 | -                              | 0                              | 0                              | 0                              | 74    | 8     | 9     |
| 2016-2017             | Beitar Jérusalem      | Ligat HaAl            | 14          | 0           | 0           | 3               | 0               | 0               | 1                 | 0                 | 0                 | C3                             | 2                              | 0                              | 0                              | 20    | 0     | 0     |
| Total sur la carrière | Total sur la carrière | Total sur la carrière | 207         | 40          | 14          | 20              | 3               | 5               | 13                | 2                 | 0                 | -                              | 12                             | 1                              | 0                              | 252   | 46    | 19    |

## Palmarès
- Lille OSC
  - Vainqueur de la Coupe Intertoto : 2004